# Мар'янська
Мар'янська — станиця в Красноармійському районі Краснодарського краю, утворює Мар'янське сільське поселення.
Населення (2002) — 10,2 тис. мешканців.
Станиця розташована на правому березі Кубані, за 30 км на захід від Краснодару.

## Економіка
Мар'янський Винзавод: виробництво виноградних і фруктових вин.

## Історія
Станицю було засновано у 1823, як курінне селище, а в 1842, отримала статус станиці. Спочатку входила в Темрюцький, пізніше, до 1920 — в Катеринодарський відділ Кубанської області.